# Biotopo risorgive di Virco
Le Risorgive di Virco sono un biotopo del Friuli-Venezia Giulia istituito come area naturale protetta nel 1998.
Occupano una superficie di 80 ha nella provincia di Udine.